# Liste der Lichtschutzgebiete in Spanien
In Spanien gibt es Lichtschutzgebiete mit einer gesamten Fläche von etwa 3.600 km². Die Lichtschutzgebiete machen in Spanien knapp 1 % der Landesfläche aus.

## Liste der Lichtschutzgebiete
- Lage … Geokoordinaten des Gebietsmittelpunkts[Q 1]
- Fläche … Fläche in Hektar[Q 1][1]
- s. … ausgewiesen seit[Q 1]
- a. … anerkennende Institution[Q 1]
- DSAG-Klassen: 1 … Starlight Reserve (um Observatorien); 2a … Dark Sky Park (ökologischer Schutz); 5 … Dark Sky Reserve (lokale Initiative)[Q 1]
- Anmerkungen: naturschutzrechtlicher Schutz und Anmerkungen (sortiert sich nach internationalem Schutz sowie nach IUCN-Kategorie)

| Bezeichnung                     | Aut. Gem.      | Lage | Fläche    | s.     | a.                           |                              | Anmerkungen |                              |
| ------------------------------- | -------------- | ---- | --------- | ------ | ---------------------------- | ---------------------------- | --- | ---------------------------- |
| La Palma                        | Islas Canarias |      | 70.832 0  | 1988   | GdC                          | –                            | Gesamte Insel Schutzgebiet des Ley del Cielo 31/1988; insb. Observatorio del Roque de los Muchachos (Europ. Nordsternwarte); auch BR                                                          |                              |
| Isla de Tenerife                | Islas Canarias |      | 203.438 0 | 1988   | GdC                          | –                            | Gesamte Insel Schutzgebiet des D.A.1 Ley del Cielo 31/1988; insb. Observatorio del Teide (Europ. Nordsternwarte)                                                                              |                              |
| Fuerteventura Reserva Starlight | Islas Canarias |      | 60.517,0  | 2009   | SF                           | 5                            | umfasst Kernzone des BR Fuerteventura, PR Betancuria, und PNat Jandía; auch gemeldet als Starlight Tourist Destination                                                                        |                              |
| La Palma Reserva Starlight      | Islas Canarias |      | 18.627,0  | 2011   | SF                           | 1                            | umfasst PN/ZEPA Caldera de Taburiente, RNI Pinar de Garafía, PNat Las Nieves, PNat Cumbre Vieja; innerhalb der Schutzzone des Ley del Cielo 31/1988; weltweit erstes UNESCO-Starlight Reserve |                              |
| La Rioja Reserva Starlight      | La Rioja       |      | 5.983 0   | 2011   | SF                           | 2a                           | Kernzone des BR La Rioja |                              |
| Monfragüe Reserva Starlight     | Extremadura    |      | 18.118 0  | 2011   | SF                           | 5                            | PN Monfragüe, in BR/ZEPA Monfragüe |                              |
| 6                               | gesamt         | ca.  | 359.000 ∗ | (2013) | … 0,07 % der Fläche Spaniens | … 0,07 % der Fläche Spaniens | … 0,07 % der Fläche Spaniens | … 0,07 % der Fläche Spaniens |

Quellen und Stand: IAC, IUCN-DSAG, Aug. 2013;
∗ Nettofläche ohne Überschneidungen: Gesamte lichtgeschützte Fläche ungeachtet der jeweiligen Schutzbestimmungen